# Shreve
Shreve é uma vila localizada no estado norte-americano de Ohio, no Condado de Wayne.

## Demografia
Segundo o censo norte-americano de 2000, a sua população era de 1582 habitantes.
Em 2006, foi estimada uma população de 1512, um decréscimo de 70 (-4.4%).

## Geografia
De acordo com o United States Census Bureau tem uma área de
2,2 km², dos quais 2,2 km² cobertos por terra e 0,0 km² cobertos por água. Shreve localiza-se a aproximadamente 303 m acima do nível do mar.

## Localidades na vizinhança
O diagrama seguinte representa as localidades num raio de 20 km ao redor de Shreve.